# リマートラ
リマートラ（イタリア語: Limatola）は、イタリア共和国カンパニア州ベネヴェント県にある、人口約4,100人の基礎自治体（コムーネ）。

## 地理

### 位置・広がり
ベネヴェント県のコムーネ。県都ベネヴェントから西へ33kmの距離にある。

#### 隣接コムーネ
隣接するコムーネは以下の通り。括弧内のCEはカゼルタ県所属を示す。
- カイアッツォ (CE)
- カゼルタ (CE)
- カステル・カンパニャーノ (CE)
- カステル・モッローネ (CE)
- ドゥジェンタ
- ピアーナ・ディ・モンテ・ヴェルナ (CE)
- サンターガタ・デ・ゴーティ

## 行政

### 分離集落
リマートラには、以下の分離集落（フラツィオーネ）がある。
- Ave Gratia Plena, Biancano, Giardoni